# No-flyzone
Een no-flyzone is een gebied waar een vliegverbod heerst. Dergelijke zones zijn meestal opgezet in een militaire context, vergelijkbaar met een gedemilitariseerde zone, maar dan in het luchtruim. Vaak wordt een no-flyzone ingesteld om militaire vliegtuigen van het oorlogvoerende land toegang tot het luchtruim te verbieden.
Als vooral één strijdende partij getroffen wordt door het verbod, kan deze de handhaver ervan zien als vijandelijke strijdende partij. Daarom wil bijvoorbeeld de VS Oekraïne niet uitroepen tot no-flyzone bij de Russische invasie van Oekraïne in 2022.

## Voormalige no-flyzones (en andere historische gebeurtenissen)

### Irak in 1991-2003
In 1991 intervenieerden de Verenigde Staten, het Verenigd Koninkrijk, Frankrijk, Turkije en andere landen in het Koerdisch-Iraaks conflict door het oprichten van een no-flyzone waarin Iraakse vliegtuigen verhinderd werden. De bedoeling van de no-flyzone was het voorkomen van mogelijke bombardementen en chemische aanvallen op het Koerdische volk door het Iraakse regime. De eerste operaties waren Operatie Provide Comfort en Operatie Provide Comfort II, deze werden gevolgd door Operatie Northern Watch. Terwijl de uitvoerende bevoegdheden Resolutie 688 citeren als een machtiging van de operaties, bevat deze resolutie geen expliciete toestemming. In het zuiden van Irak werd in 1992 Operatie Southern Watch opgezet om de Iraakse sjiitische bevolking te beschermen. De secretaris-generaal van de VN op het moment dat de resolutie werd aangenomen, Boutros Boutros-Ghali, noemde de Iraakse no-flyzones "illegaal" in een interview in februari 2003. Oorspronkelijk strekte het gebied zich tot aan de 32e breedtegraad, dit werd in 1996 uitgebreid tot aan de 33e breedtegraad.

### Bosnië en Herzegovina in 1993-1995
In 1992 nam de VN-Veiligheidsraad Resolutie 781 aan, die ongeoorloofde militaire vluchten in het Bosnische luchtruim verbood. Dit leidde tot Operatie Sky Monitor, waar de NAVO schendingen van de no-flyzone in de gaten hield, zonder actie te ondernemen tegen overtreders van de resolutie. Als reactie op de 500 gedocumenteerde schendingen van de no-flyzone tegen 1993, inclusief een schending in de vorm van een gevechtsactie, nam de Veiligheidsraad Resolutie 816 aan die alle ongeautoriseerde vluchten in de zone verbood en leden van de Verenigde Naties toestond alle nodige maatregelen te nemen om de restricties van de no-flyzone na te leven. Dit leidde tot Operatie Deny Flight. De NAVO voerde later luchtbombardementen uit tijdens Operatie Deny Flight en Operatie Deliberate Force.

### Libië 2011
In antwoord op het geweld door de regering van Moammar al-Qadhafi tijdens de opstand in Libië, gaf de Veiligheidsraad van de Verenigde Naties op 17 maart 2011 door middel van Resolutie 1973 goedkeuring aan een no-flyzone. De resolutie bevatte bepalingen voor verdere acties om aanvallen op burgerdoelen te voorkomen. Eind oktober 2011 maakte Resolutie 2016 een einde aan deze no-flyzone.

### Oekraïne 2022, géén no-flyzone
Na de Russische inval in 2022 riep de Oekraïense president Zelenski herhaaldelijk op tot het instellen van een no-flyzone. Vrijwel onmiddellijk gaf Stoltenberg namens de NAVO aan dat dit niet mogelijk was. De enige prominente militair die het idee van een no-flyzone boven Oekraïne steunde was de Amerikaanse oud-generaal Breedlove. Andere militairen legden uit dat 1) voor een no-flyzone eerst de grondluchtafweer uitgeschakeld diende te worden, en dat de betreffende Russische raketinstallaties merendeels op Russisch grondgebied stonden; een aanval op Russisch grondgebied zou een aanmerkelijke stap zijn richting een algemene oorlog. En 2), de in de eerste twee weken in Oekraïne aangerichte schade werd bewerkstelligd door beschietingen met raketten en artillerie, iets waarop een no-flyzone geen invloed kan hebben (de uit Tsjetsjenië en Syrië bekende massale inzet van bombarderende Russische vliegtuigen bleef in de eerste twee weken uit, of ten minste beperkt, mogelijk omdat de Oekraïense grondluchtafweer nog effectief was).

## Bestaande no-flyzones en andere gebieden waar een vliegbeperking geldt

### Australië
- De Pine Gap Joint Defence Space Research Facility nabij Alice Springs is een permanente no-flyzone en alleen geautoriseerde militaire vliegtuigen mogen dit gebied benaderen en betreden.

### Cuba
- Voor ongeplande buitenlandse vliegtuigen is het verboden om het Cubaanse luchtruim te betreden of binnen te dringen waaronder betwiste internationale water-zones, behalve wanneer uitdrukkelijk toestemming is gegeven door de Cubaanse regering. Het Cubaanse leger staat bekend voor het neerschieten van en vernietigen van onbevoegde vliegtuigen zonder waarschuwing, waaronder een incident in 1996 waarbij twee in de VS geregistreerde vliegtuigen werden neergehaald en vernietigd door Migs van de Cubaanse luchtmacht.

### India
- De Taj Mahal in Agra
- Gebouwen van het Indiase parlement, de residentie van de minister-president en andere belangrijke centra in New Delhi
- Het luchtruim rondom vele bases van het Indiase leger en luchtmacht, hoewel nieuwe voorstellen suggereren ze open te stellen voor civiele vliegtuigen.
- De Rashtrapati Bhavan in Delhi
- The Tower of Silence, Mumbai
- Mathura Refinery
- Tirupathi Tirumala Andhra pradesh
- Bhabha Atomic Research Centre

### Israël
- Negev Nuclear Research Center
- Sdot Micha Airbase

### Pakistan
- In Islamabad bevindt zich de no-flyzone specifiek langs Constitution Avenue in het noordoosten van de stad, waar veel belangrijke overheidsgebouwen zijn gevestigd, waaronder het parlementsgebouw, de Presidency (residentie van de president), residentie en secretariaat van de Prime Minister en het hooggerechtshof.
- Kahuta Research Laboratories in Kahuta, de belangrijkste faciliteit van Pakistan voor de ontwikkeling van nucleaire wapens.
- Khushab Nuclear Complex in Khushab

### Peru
- Machu Picchu

### Rusland
- De stad Moskou - technisch gezien is het gewoon een "P"-luchtruim (P staat voor prohibited, verboden) (volgens de internationale classificatie en aeronavigationele kaarten). Regelmatig worden vluchten door de buitenste regionen van dit luchtruim geleid.

### Sri Lanka
- Volgens Air Navigation Regulations is het luchtruim boven het grondgebied en de territoriale wateren van Sri Lanka (behalve Ruhuna Open Skies Area) uitgeroepen tot een Air Defence Identification Zone (ADIZ) met verboden gebieden en gebieden waarbinnen beperkingen gelden. Vliegtuigen mogen niet vliegen boven verboden gebieden.

#### Verboden gebieden
- Colombo

#### Gebieden waarvoor beperkingen gelden
- Luchtmachtbases SLAF Anuradhapura, SLAF Minneriya, SLAF Vavuniya, SLAF Palaly en SLAF Sigiriya (5 nautische mijlen)
- Jaffna (5 nautische mijlen)
- Trincomalee (5 nautische mijlen)
- SLAF China Bay (10 nautische mijlen)
- Diyatalawa (2 nautische mijlen)
- Sri Dalada Maligawa in Kandy (6 nautische mijlen)
- Huis van de president in Tangalle (5 nautische mijlen)

### Taiwan
- Het gebied rond Presidential Hall, Taipei 101, Taipei
- Delen van de Straat van Taiwan

### Verenigde Staten

#### Verboden gebieden
In de Verenigde Staten heeft de benaming "no-fly zone" geen juridische betekenis. Wat wel op een no-flyzone lijkt is wat door de Federal Aviation Administration (FAA) als "verboden gebied" benoemd wordt. Verboden gebieden zijn permanent totdat ze geannuleerd en gepubliceerd worden in het Federal Register en op de website van de FAA, en worden weergegeven door blauwe zones op luchtvaartkaarten.
Actieve verboden gebieden:
- Area 51, een geheime militaire basis van de Amerikaanse luchtmacht gelegen in de Nevada woestijn ten noorden van Las Vegas
- In Thurmont de locatie van het presidentieel verblijf Camp David
- Pantex nucleaire assemblagefabriek in Amarillo
- Naval Submarine Base Kings Bay
- Naval Base Kitsap
- Washington D.C. met het Witte Huis en het Capitool
- Bush compound nabij Kennebunkport
- Mount Vernon, huis George Washington, om trillingen te voorkomen
- Boundary Waters Canoe Area Wilderness in het noorden van Minnesota
- Merritt Island: alle civiele vliegoperaties in en rond het eiland zijn verboden omwille van de NASA en de Amerikaanse militaire operaties op het Kennedy Space Center.
- Disneyland Resort te Anaheim
- Walt Disney World Resort te Orlando. De zone strekt zich uit tot 3.000 voet (910 meter) in een straal van 3 nautische mijlen (5,6 kilometer) over het thema park. Hoewel uitgevoerd voor de veiligheid volgens de FAA, is de beslissing controversieel geweest. In 2003 diende een conservatieve christelijke groepering een rechtszaak in en beweerde dat de uitspraak het recht van het First Amendment heeft geschonden om boven bezoekers te vliegen om ze te bekeren tijdens de officieuze Gay Days in Walt Disney World.

#### Tijdelijke vluchtbeperkingen
De FAA kan tevens tijdelijke vluchtbeperkingen (TFR, Temporary Flight Restrictions) instellen, die vergelijkbaar zijn met verboden gebieden, maar meestal slechts effectief zijn voor een paar dagen of weken. Er wordt bijvoorbeeld een TFR ingesteld voor vluchten in de buurt van de bestemming van de president wanneer hij buiten Washington reist. TFR's worden ook ingesteld om een veilige omgeving voor brandbestrijding te garanderen bij bosbranden. Er zijn sinds 2003 TFR's actief geweest boven Disneyland en Walt Disney World en ook indirecte TFR's die vluchten onder 30.000 voet en binnen 3 nautische mijl (5,5 km) verbieden van een stadion met een capaciteit van 30.000 of meer waarin een Major League Baseball, de National Football League, NCAA Division One voetbal, of belangrijke Motor Speedway plaatsvindt vanaf een uur vóór tot een uur ná een evenement, met uitzonderingen voor vluchten in verband met de sponsoring van het evenement.
TFR's worden gepubliceerd als notam (Notice to Airmen) en zijn op te vragen bij de FAA of door het bellen van een Flight Service Station.

#### Andere beperkingen
In aanvulling op volledig verboden gebieden voor de burgerluchtvaart bestaan er verscheidene andere luchtruimbeperkingen in de Verenigde Staten. Enkele opmerkelijke beperkingen zijn onder meer de Flight Restriction Zone (FRZ) die het gehele luchtruim tot 18.000 voet (5.500 meter) omvat binnen ongeveer 15 nautische mijlen (28 km) van het Ronald Reagan Washington National Airport in de buurt van Washington DC, waarbij vluchten niet verboden zijn maar sterk beperkt zijn. Een extra gebied omvat het grootste deel van het Baltimore-Washington DC grootstedelijk gebied en vereist het indienen van een vliegplan en communicatie met de luchtverkeersleiding.

### Verenigd Koninkrijk
- Atomic Weapons Establishment te Tadley
- Buckingham Palace
- Vluchten over Whitehall dienen uitgebreide toestemming te hebben.
- Koninklijke paleizen en huizen van politici wanneer hoogheden en diplomaten ergens verblijven.
- Sommige Royal Air Force-bases en marine-installaties.